# Listă de formații thrash metal

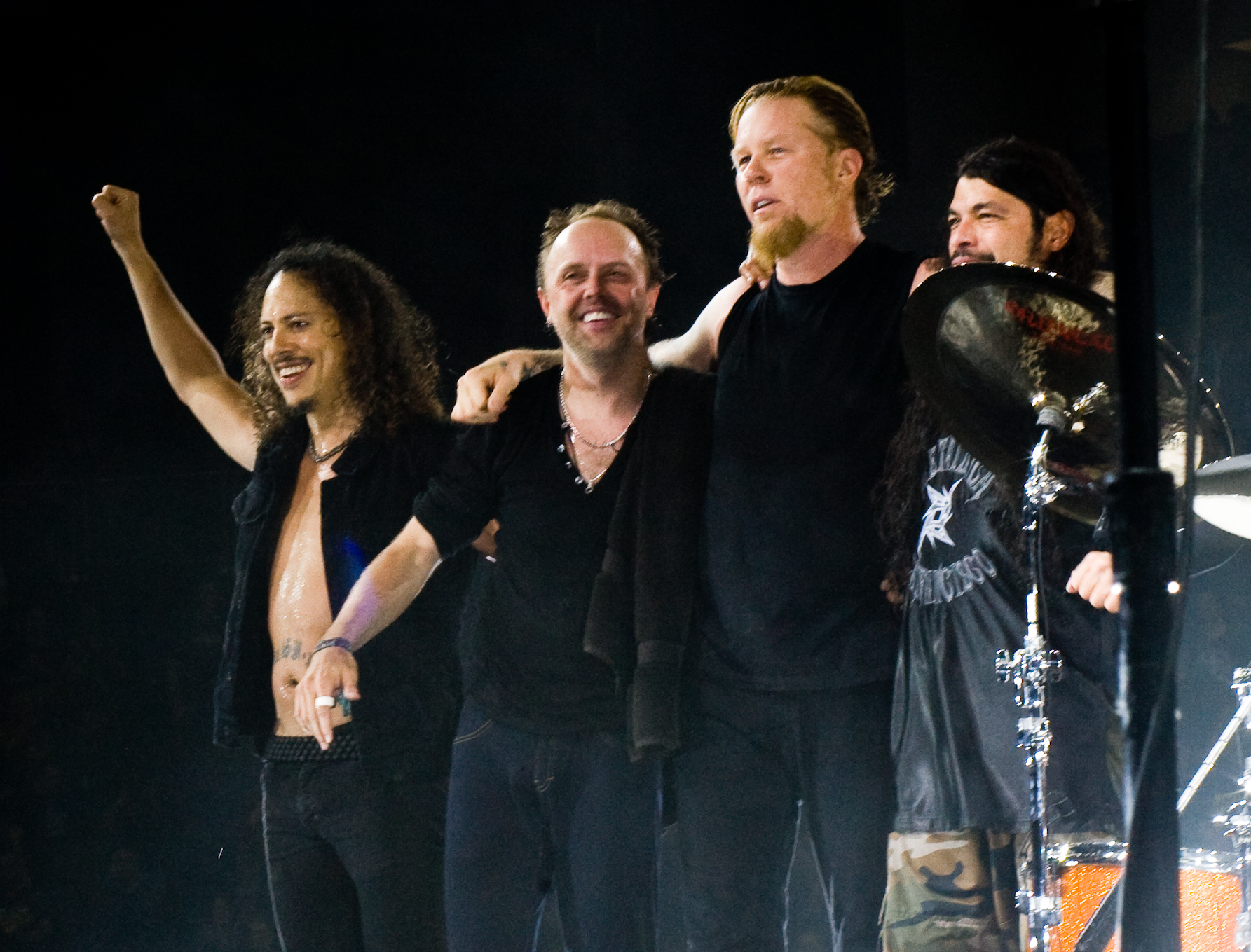
Metallica a extins limitele thrash-ului accentuând viteza si agresivitate pentru a consolida structurile complexe ale cântecelor lor. Ei fac parte din Bay Area thrash metal

Aceasta este o listă de formații thrash metal, sau formații care au interpretat thrash metal la o anumită etapă a carierei lor. Această listă de asemenea include unele formații ce aparțin primului val de black metal. Aceste formații au interpretat esențial thrash metal cu un mare accent pe temele Satanice și oculte atât în versuri cât și în imagine. Conform lui Chad Bowar de la About.com, thrash-ul de asemenea a fost inspirația pentru genuri extreme ulterioare ca death metal și black metal.
Patru formații americane, Anthrax, Megadeth, Metallica și Slayer, sunt creditate cu popularizarea genului, câștigându-și titlul de "Big Four of Thrash". Thrash metal-ul a cunoscut o reînviere în ultimii ani, cu multe din formațiile vechi reîntorcându-se la rădăcinile lor prin noi lansări. O nouă generație de formații thrash metal a apărut la începutul anilor 2000, inspirându-și versurile și imagisitca din vechile formații.

## 0-9
- 3 Inches of Blood[8]

## A
- Acid Drinkers[9]
- Acid Reign[10]
- Anacrusis[11]
- Angel Dust[12]
- Angelus Apatrida[13]
- Agent Steel[14]
- Annihilator[15]
- Anthrax[16]
- Anvil[17][18]
- Artillery[19]
- Atheist[20]
- Atomkraft[21]
- Atrophy[22]
- Aura Noir[23]
- Avenger of Blood[24]

## B
- Bathory[25]
- Battlecross[26]
- Believer[27]
- Black Tide[28]
- Blind Illusion[29]
- Blood Stain Child[30]
- Blood Tsunami[31]
- Body Count[32]
- Bonded by Blood[33]
- Bulldozer[34]
- Bullet for My Valentine

## C
- Carnal Forge[35]
- Carnivore[36]
- Celtic Frost[37]
- Cerebral Fix[38]
- Coroner[39]
- Corrosion of Conformity[40]
- Crumbsuckers[41]
- Cryptic Slaughter[42]
- Cyclone Temple[43]
- Crossbone

## D
- Darkane[44][45]
- Dark Angel[46]
- Dead Brain Cells [47]
- Death Angel[48]
- Defiance[49]
- Defleshed[50]
- Deliverance [51]
- Demiricous[52]
- Demolition Hammer[53]
- Destroyer 666[54]
- Destruction [55]
- Diamond Plate[56]
- DRI[57]
- Dorsal Atlântica[58]

## E
- Early Man[59]
- Epidemic[60]
- Evildead[61]
- Evile[62]
- Exciter[63]
- Exhorder[64]
- Exodus[65]
- Exumer[66]

## F
- Flotsam and Jetsam[67]
- Forbidden[68]

## G
- Gama Bomb[69]
- Game Over[70]
- God Forbid[71]
- GWAR[72]

## H
- Hatesphere[73]
- The Haunted[35]
- Havok[74]
- Heathen[75]
- Hellhammer[76][77]
- Helstar[78]
- Hirax[79]
- Hobbs' Angel of Death[80]
- Holocausto[81]
- Holy Moses[82]

## I
- Infernal Majesty[83]
- Intruder[84]
- Iron Angel[85]

## K
- Kekal[86][87]
- Korzus[88]
- Kreator[89]

## L
- Lazarus A.D.[90]
- Lääz Rockit[91]
- Lawnmower Deth[92]
- Legion of the Damned[93]
- Living Death[94]
- Living Sacrifice[95]
- Loudblast[96]
- Lyzanxia[97]

## M
- Machine Head[98][99][100]
- Mantic Ritual[101]
- Megadeth[102]
- Mekong Delta[103]
- Merciless Death[104]
- Meshuggah[105]
- Messiah[106]
- Metal Church[107]
- Metallica[1]
- MOD[108]
- Morbid Saint[109]
- Mortal Sin[110]
- Mortification[111]
- Motörhead[112]
- Municipal Waste[113]

- Mokoma[114]

## N
- Nasty Savage[115]
- Necrodeath[116]
- Nevermore[117]
- Nuclear
- Nuclear Assault[118]

## O
- Onslaught [119]
- Outrage[120]
- Overkill [121]

## P
- Pantera[122]
- Paradox[123]
- Pestilence[124]
- Possessed[125]
- Prototype[126]

## R
- Rage[127]
- Raven[128]
- Razor [129]
- Realm[130]
- Revocation[131]
- Rigor Mortis[132]

## S
- Sabbat [133]
- Sacred Reich[134]
- Sacrifice[135]
- Sadus[136]
- Sarcofago[137]
- Sepultura[138]
- Sex Machineguns[139]
- Shadows Fall[140][141]
- Short Sharp Shock[142]
- Skeletonwitch[143]
- Slayer[144]
- Sodom[145]
- SOD[146]
- Suicidal Tendencies[147]
- Susperia[148]
- Swashbuckle[149]

## T
- Tankard[150]
- Temple of Blood[151]
- Terror 2000[152]
- Testament[153]
- Tourniquet[154]
- Toxic Holocaust[155]
- Toxik[156]
- Trivium[157]

## U
- United[158]

## V
- Vektor[159]
- Venom[160]
- Violator[161]
- Vio-lence[162]
- Virus[163]
- Voivod[164]
- Vulcano[165]

## W
- Warbringer[166]
- Watchtower[167]
- Wehrmacht[168]
- Whiplash[169]
- Witchery[170]

## X
- Xentrix[171]

## Y
- Yyrkoon[172]